# Pseudorhopalia mirandai
Pseudorhopalia mirandai is een vliegensoort uit de familie Mydidae. De wetenschappelijke naam van de soort is, geplaatst in het geslacht Rhopalia, voor het eerst geldig gepubliceerd in 1951 door Andretta & Carrera.
De soort komt voor in Brazilië.